# Kroksjön (Håcksviks socken, Västergötland, 635190-134723)
Kroksjön är en sjö i Gislaveds kommun och Svenljunga kommun i Västergötland och ingår i Ätrans huvudavrinningsområde. Sjön har en area på 0,269 kvadratkilometer och ligger 156,3 meter över havet. Sjön avvattnas av vattendraget Spadå.

## Delavrinningsområde
Kroksjön ingår i det delavrinningsområde (635131-134680) som SMHI kallar för Inloppet i Spaden. Medelhöjden är 162 meter över havet och ytan är 7,09 kvadratkilometer. Det finns inga avrinningsområden uppströms utan avrinningsområdet är högsta punkten. Spadå som avvattnar avrinningsområdet har biflödesordning 4, vilket innebär att vattnet flödar genom totalt 4 vattendrag innan det når havet efter 123 kilometer. Avrinningsområdet består mestadels av skog (81 procent). Avrinningsområdet har 0,27 kvadratkilometer vattenytor vilket ger det en sjöprocent på 3,8 procent.